# 周瑜
周瑜（175年—210年），字公瑾，人稱「周郎」，東漢廬江郡舒縣（今安徽省舒城縣）人，東漢末年孫吳陣營首要的統帥，同時還是傑出優秀的軍事家、戰術家、戰略家、政治家、音樂家。周瑜為人相貌俊美、天資聰穎、胸襟寬闊、精熟音律，酒過三巡仍能聽出宴席間的音誤，故而傳言「曲有誤，周郎顧」。並深得主上孫策、孫權禮遇器重、提拔重用。
周瑜年少与孙策情同兄弟，稱總角之交，二十歲時與孙策渡過長江击败刘繇，嚴白虎，王朗等江東割據势力，随孙策平定江东。建安五年，孙策遇刺身亡，孙权继任，周瑜将兵赴丧還吳，以中护军的身份与长史张昭共掌众事。建安七年，曹操责权送质，周瑜劝谏孙权不纳质，希望孙权占据江南，拥兵自重，确立了割据江东、独立建国的战略方针。建安十三年，曹军兵临江东，周瑜分析曹操军事上的错误，劝众抗曹，率軍抗曹，以火攻大败曹军于赤壁。赤壁之戰是中国历史上著名的以少胜多的战役之一，此役奠定了汉末“三分天下”的基础。建安十四年，周瑜又率军于南郡之战中大破曹仁、徐晃联军，成功夺取荊州军事核心重镇江陵，拜偏将军领南郡太守。但周瑜也在此战中被流矢所伤。建安十五年周瑜提出“天下二分之計，西進取蜀，吞併张鲁，联合马超，以襄阳为根据地蚕食曹操”的战略。同年，周瑜在整军入蜀路过巴丘时患病即逝，享年三十六岁。
周瑜是不少人羨慕追思的英雄形象，北宋蘇軾就写了著名的怀古词的《念奴嬌·赤壁懷古》。周瑜是东吴势力取得军事成功和割据地位的主要功臣之一。被赞誉为“世间豪杰英雄士，江左风流美丈夫”。在小说《三國演義》裡，作者羅貫中為了襯托諸葛亮的才德卓越、智慧非凡，將周瑜描寫成為心胸狹隘，與諸葛亮明爭暗鬥之人物。

## 生平

### 高官世家
周瑜出身名門大族之後，廬江郡周氏家族曾經多代人出任朝廷要職之位，從高祖父周榮由於通曉經典而得到推薦，得司徒袁安闢為府僚。袁紹和袁術的高祖父袁安多次和他談論當世大事，他見解獨到，能提出不同尋常的觀點，袁安很賞識、器重他。從曾祖父周兴，在漢安帝时任尚书郎。从祖父周景，少以廉潔能幹見稱，初被察為孝廉，辟公府。後為豫州刺史，李膺、荀緄等為從事，更遷至尚書令，登為太尉。從叔周忠先後出任大司農、光祿大夫，父親周異曾任洛陽令。

### 總角之交
初平元年（190年），孫堅出兵加入討伐董卓聯軍，他家里人则从寿春遷至舒城。《江表传》记载，周瑜听说了与其同年孙策的名气，因此前往寿春拜访，两人一见如故，獨相友善，周瑜遂建议孙策带家人移居舒县。周瑜甚至提供自家南側大宅給孫策一家人，同時拜謁孫策母親，二人情如兄弟，共同生活起居。等到周瑜叔父周尚就任丹楊太守时，周瑜也一起跟隨。
興平二年（195年），孫策喪父後，多年依附在袁術手下打拚，終於下定決心起兵發展，正要東渡長江時，書信報知周瑜，周瑜立刻率領五百人起兵響應，孫策高興地說：「我得到你，事可成了。」隨後幫助孫策攻克橫江（今安徽和縣東南長江北岸）、當利（今安徽和縣東當利水入江處）、秣陵（今南京江寧秣陵關）打敗笮融、薛禮，轉而攻占湖熟（今南京江寧湖熟街道）、江乘(今江蘇省南京市棲霞區)、曲阿（今江蘇丹陽），將劉繇趕走，發展極快。
後來孫策親自進攻山越，對周瑜說道：「我以這班士兵奪取吳郡会稽郡、平定山越已足夠，你先回去鎮守丹楊。」周瑜遂回師丹楊。不久，袁術派其弟袁胤代替周瑜从父周尚為丹楊太守，周瑜隨叔父周尚還軍回壽春。袁術發現周瑜有才識和能力，想招攬周瑜為己用，但周瑜看出袁術並無成就，且不會用人，托辞请求回居巢出任县長，袁术答應了周瑜请求之后，周瑜却尋機從居巢东渡长江到了江東，回到孫策身邊。周瑜在做居巢縣長結識了魯肅，認為他非同尋常，就主動與他結交，兩人建立瞭如同春秋時子産和季札那樣密不可分的朋友關係。
建安三年（198年），孫策親自迎接摯友周瑜，並任命他為建威中郎將，發二千兵為周瑜部曲，賜軍馬五十匹，為其建造屋舍，餽贈賞賜無人能及。孫策當著眾將面前下令道：「周公瑾才華傑出，與我是從少相識的好朋友，有兄弟的情義。就像之前在丹楊，就是他徵召人手及船隻糧草才能成就大事，若要計算他的功勞，這些也未足夠報答啊。」，周瑜的年齡僅比孫策小一個月。

### 負圖之托
廬江郡一帶，鄉民向來敬服於周瑜的恩德信義，周瑜身在舒城練兵，出備牛渚，後再領春穀長。不久，孫策發兵攻荊州，以周瑜為中護軍，領江夏太守（當時江夏還在黃祖手上並不是孫軍領下），攻克皖，兩人得橋公二女，孫策對周瑜笑說：「橋公的兩個女兒雖然流離，但得我們二人作為夫婿，亦夠她們高興了。」兩人關係更進一步。後再進逼尋陽，大破劉勳，第二年年初討江夏，又回兵平定豫章（今江西南昌）、廬陵（今江西吉安）。周瑜留下來鎮守巴丘。
建安五年（200年），孫策遇刺身亡，臨終前將權力交給二弟孫權。周瑜奔喪還吳，以中護軍的身分，與长史張昭一起輔佐孫權，共同掌管軍政大事。當時孫權繼承兄長孫策的官職只是會稽太守、將軍，賓客禮節都很簡從，唯獨周瑜用君臣的禮節表達對剛繼承基業孫權的支持，並確立上下君臣禮儀，認孫權為君。

### 英雋異才
建安七年（202年），曹操擊敗了河北的袁紹，兵威強盛，要求孫權送子質到曹營。孫權與周瑜及其母吳夫人商議，當時張昭、秦松等人猶豫不決，唯獨周瑜卻堅決反對，他認為：「昔日戰國時期的楚國初時被封於荊山的側面，只有不滿百里的土地，後來繼嗣賢能，廣開國境，建立基石於郢，遂據荊、揚二州，至到南海，傳承家業、延續國祚有九百多年。現今將軍（孫權）繼承父（孫堅）、兄（孫策）餘下基業，兼有六郡之地，賢才輩出，齊聚江東，兵多將廣，糧草富足，將士用命，採山裡的銅鑄成錢幣，取海水煮成食鹽，江東境內富饒，人心不會思亂，乘船在水上舉帆，朝早出發黃昏便到，士風勁勇，所向無敵，又有何急切要送人質？人質一旦入朝，不得不與曹氏建立關係，與其建立關係，則有召命便不得不往，會被制伏於人。最多只不過做一個諸侯，僕從十多人，車數輛，馬數匹，又豈可和在南面稱孤相同？現在不如不派遣人質，慢慢觀看其變動。若曹氏能率兵來統一天下，將軍（孫權）再臣服於他也未遲。若是策劃暴亂，士兵猶如火燒，不息兵而自我消滅。將軍（孫權）韜勇抗威，等待天命，何以要送出人質？」孫權之母吳夫人支持周瑜的決定，並說：「周瑜所議決實對。周瑜與孫策為同年，只小一個月而已，我視他為自己的兒子，你要以事兄之禮對待他。」最後，孫權也沒有送人質給曹操。
建安十一年（206年），周瑜督孫瑜等討伐麻、保兩處賊兵，俘虜萬多人，後還守官亭。後來江夏太守黃祖遣將鄧龍領數千人進柴桑，周瑜追討擊，生擒鄧龍。
建安十三年（208年）春，孫權討伐江夏，周瑜為前部大督。

### 恢弘大度
建安十三年（208年）秋，曹操率軍南征，劉琮率眾降曹，佔領荊州，曹操得其步軍水軍數十萬，大軍壓境之際，將士皆為恐慌，曹操向孫權進逼。孫權打算與曹操一戰，然而孫權的眾臣下面分裂成主戰、主和兩派。魯肅勸孫權召回在鄱陽的周瑜，周瑜回到孫權身邊。孫權召開軍議詢問臣下計策，文臣為首的張昭首先向孫權說：「曹操是豺狼虎豹，挾持天子以征戰四方，動輒以朝廷的名義來發布命令。今天我們如果進行抗拒，就更顯得名不正而言不順。況且將軍可以抵抗曹操的，是依靠長江天塹。現在，曹操佔有荊州的土地，劉表所訓練的水軍，包括數以千計的蒙衝戰船，已由曹操接管，曹操計全部船隻沿長江而下，再加上步兵，水陸並進。這樣，長江天險已由曹操與我們共有，而雙方勢力的眾寡並不能相提並論。因此，依我們的愚見，最好是迎接曹操，投降朝廷。」周瑜反駁張昭議論：「不然。曹操託名漢相，實屬漢賊。主公以神武雄才，倚仗父孫堅兄孫策所創基業，虎據江東，地方千里，兵精糧足，正當橫行天下，除賊扶漢。現今曹操前來送死，豈可不戰自降反而去迎曹？」周瑜並向孫權分析曹操與孫權兩軍的勝敗關鍵，指出：第一「北方未定，西涼關西仍有馬騰、韓遂為後患。」；第二「北方人慣習陸戰不習水戰，水土不服，捨馬鞍而乘舟船。」；第三「現今入冬，天氣盛寒，曹軍兵缺衣物，馬缺草料。」；第四「曹軍長途跋涉，且遠涉江湖早已疲憊不堪，麾下士卒皆無法適應水土多變，而會多生疾病。」。既而進步分析了曹軍的實際力量，指出來自中原的曹軍不過十五六萬，而且所得劉表新降的七八萬人，人心並不向曹」。周瑜請求主公孫權給予精兵三萬人，進屯夏口，為主公破曹。孫權當眾說：「曹操欲廢漢朝自立已久，所懼怕的袁紹、袁術、呂布、劉表與我而已。如今其他群雄皆滅，唯獨我尚存，我與曹操勢不兩立，周瑜正當請兵出擊破曹，與我的意見相同，真是上天將周瑜授予我呀。」在與魯肅周瑜意見一致後，增加許多信心，堅定抗曹決心，孫權拔劍砍掉桌子一角，說：「再有言降曹者，如同此案！」孫權命周瑜為左都督，程普為右都督，魯肅為贊軍校尉與劉備結盟，共破曹軍，借此壓制主和派。然而程普並不服於周瑜之下，程普數以長年跟隨孫氏及年長的資歷並不服從周瑜的調度，周瑜始終以屈己待人的態度來回應程普。程普最終敬佩信服周瑜的胸襟氣量，對軍中友人說與：「與周公瑾交往，就如同飲醇厚的美酒一樣，不知不覺就沉醉了。」

### 雅量高致
赤壁之战前，曹操知道周瑜年少俊美有才略，而蔣幹的故鄉九江郡與周瑜的故鄉廬江郡相鄰，於是派蔣幹去見周瑜，希望能劝说周瑜离开孙权前來效力自己。
周瑜接见蒋幹，说：「子翼你費盡心思，長途跋涉過江前來，是為曹氏做说客嗎？」蔣幹说：「我和你的故鄉同屬一州，大家分開後很久不見，我在遠方聽闻你的大名，因此前来敘舊，順道來看望你高雅的風采，但你卻說我是來當说客，豈不是在猜疑我欺騙你嗎？」周瑜说：「我曲藝虽然比不上夔和师旷，但聽赏你的弦音樂曲，也足以了解你曲中之意了。」之后周瑜請蔣幹入內一同进食。三日後周瑜邀请蔣幹参观军营，宴饮时还请侍者展示服饰珍玩，并向蔣幹说：「堂堂男子立身处世，遇到了解自己的主公，表面有著君臣之間的恩義，裏面卻更有連著兄弟般手足的情誼，不僅聽從自己的意見和计策，還和自己一起同生共死榮辱與共，即使苏秦、张仪再生，郦食其再出現，尚且無言以對，又怎會是你這年輕人可以說得動呢？」蔣幹只是一直笑著，始終沒有說話，回去後向曹操稱讚周瑜情致高雅，並非單憑言辭就能挑撥離間江東孫氏兄弟與周瑜的關係，即是勸其放棄招降的念頭。

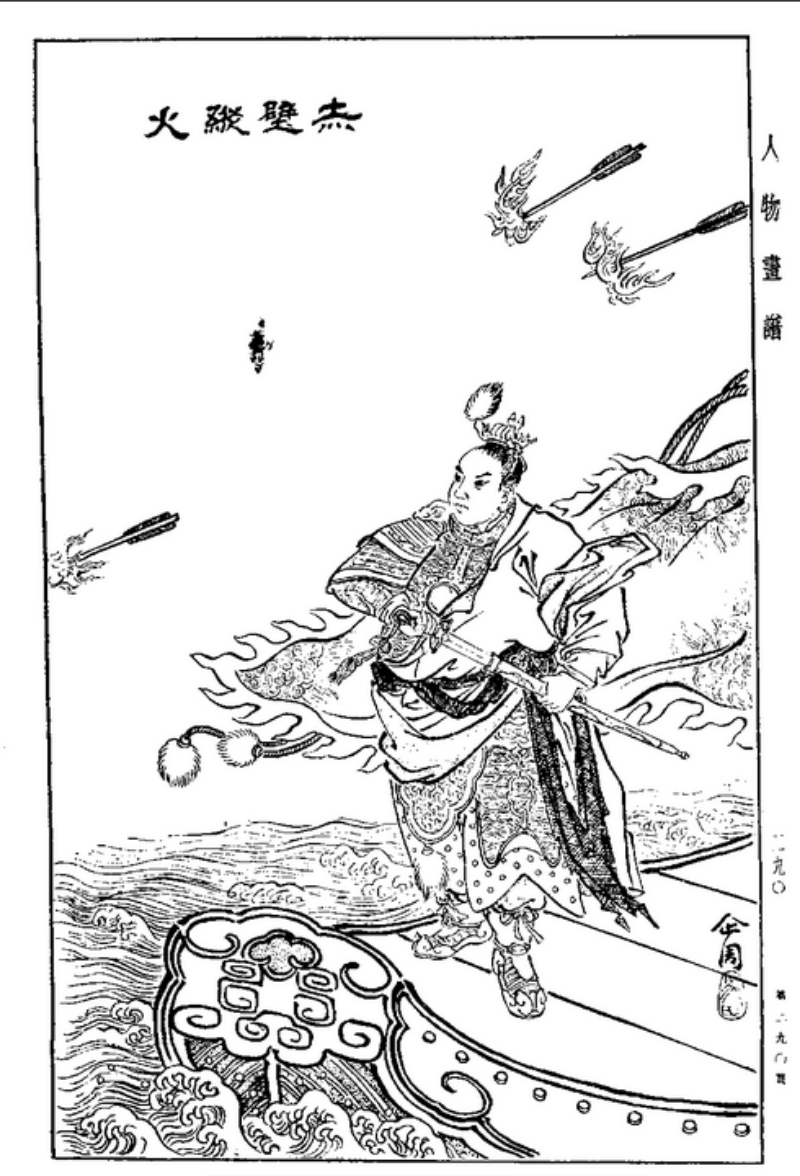
周瑜赤壁縱火

孫曹兩軍在赤壁兩軍遇上，曹操軍因有疾病，又不習水性，初戰便敗退，曹操引軍至江北。周瑜便與劉備軍在南岸設營，相方對峙。黃蓋建議用火計將曹軍打敗，周瑜認為可行，命黃蓋詐降。曹操果然中計，船艦全被燒燬，曹操北還南郡。

### 進兵南郡
建安十四年（209年），周瑜與程普乘勝追擊，發兵南郡，與曹營大將曹仁隔江對持。周瑜派遣先鋒甘寧攻打夷陵，曹仁也分兵圍攻。甘寧向周瑜告急，周瑜採納呂蒙的計策，留凌統防守本營，自己就與呂蒙前往解救甘寧，甘寧之圍解決後，即引到北岸。周瑜親自率軍進攻，但右脅被流矢所傷，傷勢嚴重，引軍撤退。曹仁聞得周瑜傷得不能起來，親自督軍到周瑜陣前，周瑜乃起身行至軍營前激厲士氣，曹仁見狀便撤退。前後約一年時間，南郡終於被攻克。孫權別拜周瑜為偏將軍，領南郡太守。以下雋、漢昌、瀏陽、州陵為奉邑，屯據江陵。同時周瑜上書：「劉備素有梟雄之姿，而關羽、張飛也有熊虎之勇，他們不會甘願寄人籬下久為人下者。我建議軟禁劉備，將劉備留在東吳，提供錦衣美食、音樂歌女，企圖軟化劉備志向，將關羽張飛二人，各置一方不讓他們見面，而將其帶上戰場參與戰事，大事可定。而如今要借荊州給他們立足，聚集他們三人，都在戰場，這恐怕是放龍入海，恐非掌中物、池中魚了。」但孫權以曹操仍在北方，應該結交各路英雄，又恐怕劉備難以控制，不採納周瑜的計策。

### 天下二分
建安十五年（210年），周瑜提出征伐西蜀的方案，即天下二分之計：因當時劉璋闇弱無斷，常被張魯攻掠，而曹操新敗，未能恢復元氣。可趁此時機攻討劉璋而吞併張魯，再與西涼之馬超結援，然後再出兵襄陽。如此，反攻北方即可成事。孫權答允，但就在趕回駐地江陵途中周瑜感染重疾，不久死於巴丘，時年三十六歲。孫權親自穿上素服，左右皆感動。

### 婚姻爭議
有关小乔是否是周瑜的正室，一方观点認為小乔至少並非周瑜元配（周瑜娶小乔該年已快25歲），且三國志中使用“瑜納小乔”，因此有人推斷小乔只是妾。另外，小乔与周瑜成婚是在孙策攻破皖城，二乔沦为女战俘之背景下，双方地位并不相符。之后，小乔等被擄获之人一起被送回吴郡，周瑜则继续败刘勳，然后讨江夏，后留下来镇守巴丘，对比之下，这场婚礼发生在两场战争之前，似乎未免草率了。
持有小乔是正妻的观点则认为，古代成親之用語有許多，更因朝代不同而有些差異，因此並不能由此斷定小乔是妾。古代女子及笄才可結縭，也許两人有年齡差距，亦有可能是根據《禮記》載，“男子二十而冠，始學禮，三十始有室，始理男事，女子十五始笄，二十三而嫁。”之說法影響，才導致此種情況。而且小乔之事迹记载于《周瑜传》中，亦佐證小乔对周瑜而言是重要人物。

## 特徵
- 周瑜年少時有才學，相貌堂堂。為人恢廓大度，虛懷若谷，以謙服人，吳軍中眾人皆與他為友。唯程普初時因為自己較周瑜年長卻位居其下，心中不服，於是數次侮辱周瑜，然而周瑜每次容忍，程普逐漸對周瑜改觀，道：「與周公瑾交，如飲醇醪，不覺自醉。」（與周公瑾交往，就如同飲醇厚的美酒一樣，不知不覺就沉醉了。）

- 周瑜與孫策是總角好友，孫策起兵時，周瑜就立刻響應孫策的行動並贊助給予軍資及兵力。周瑜脫離袁術後，孫策親迎周瑜，並當著眾將面前下令說：「周公瑾才華傑出，與我是從少相識的好朋友，有兄弟的情義。就像之前在丹楊，就是他徵召人手及船隻糧草才能成就大事，若要計算他的功勞，這些也未足夠報答啊。」到後來周瑜隨孫策攻打盧江皖城時，俘虜了橋公二女，孫策與周瑜結為連襟兄弟。

- 孫權雖然視周瑜為兄長，一年到头经常赠与他百件衣服，其他人的待遇不能和他比。但是周瑜從來不因此居功自傲，對孫權敬慎服事，完全按照君臣之禮來對待，對孫家忠心不二。曹操在赤壁之戰後，曾經派遣同窗名士少時學友蔣幹遊說周瑜來投降，但是遭到周瑜嚴詞拒絕。

- 周瑜為人十分親切，揚州百姓都用對一般男子的稱呼稱周瑜为周郎。周瑜精通音律，即使酒過三巡，如果音樂有誤，他亦必然知道，並且回頭一望，所以當時的人都說：「曲有誤，周郎顧。[19]」而後世亦將嗜好音樂戲劇者和舉止稱為「周郎顾」或「周郎顧曲」[20]。
- 周瑜与鲁肃是挚友。周瑜任居巢縣長时，闻鲁肃之名，带数百人来拜访，请他资助一些粮食。当时，鲁肃家里有两个圆形大粮仓，每仓装有三千斛米，周瑜刚说出借粮之意，鲁肃毫不犹豫，立即手指其中一仓，赠给了他。经此一事，周瑜确信鲁肃是与众不同的人物，主动与他相交，两人建立了牢不可破的朋友关系。

- 周瑜有识君之才，为袁术做事时看出他不会有什么成就而弃其而去。而孙权掌管江东不久就认定能“终构帝基”而倾心服侍。所以孙权称赞周瑜王佐之资，登基稱帝时對著眾臣說：「我若沒有周瑜，我不可能當皇帝。[21]」亦归功周瑜。

## 家庭

### 高祖父
- 周榮，在漢章帝、漢和帝二帝時任尚書令。由於通曉經典而得到推薦，被召為楚郡太守袁安的司徒。袁安多次和他談論當世大事，他見解獨到，往往能提出不同尋常的觀點，袁安很賞識、器重他。

### 曾祖父
- 周兴，在漢安帝时任尚书郎。

### 从祖父
- 周景，少以廉潔能幹見稱，初被察為孝廉，辟公府。後為豫州刺史，李膺、荀緄等為從事，更遷至尚書令，登為太尉。

### 父親
- 周異，為洛陽令。

### 叔伯
- 周尚，周瑜的堂叔，官至丹阳太守。
- 周忠，周瑜的堂叔，周景之子，官至太尉。

### 堂兄弟
- 周暉，周瑜堂兄，周忠之子，為洛陽令。董卓專政後時逢天下大亂，周暉率軍欲救人在京師的父親周忠，被董卓派兵劫殺。

### 妻妾
- 小乔，橋公次女，大乔之妹，生得國色天香。

### 子女
- 周循，周瑜長子，妻為孫魯班，官拜騎都尉，有周瑜之風，早卒。
- 周妃，周瑜之女，嫁給太子孫登。一说名作周彻。
- 周胤，周瑜次子，初為興業都尉，妻為孫家宗女，屯於公安，封都鄉侯。後因罪徙廬陵郡，病死。

### 侄子
- 周峻，周瑜兄之子，因周瑜功，任為偏將軍，領吏士千人。

### 侄孙
- 周护，周峻之子。周峻死后全琮推荐他为将，但孙权认为周护人品低劣，没有任用。

### 后人
- 周本，五代十国时期杨吴将领。
- 據說，《愛蓮說》的作者周敦頤是周瑜的29代後裔，而魯迅則是周瑜的61代後裔。

## 評價
- 陳壽評曰：「曹公乘漢相之資，挾天子而掃群桀，新盪荊城，仗威東夏，於時議者莫不疑貳。周瑜、魯肅建獨斷之明，出眾人之表，實奇才也。」；「瑜少精意於音乐。」
- 孫策：「周公瑾英雋異才，與孤有總角之好，骨肉之分。」；「吾得卿，谐也。」
- 吳夫人：「公瑾議是也。公瑾與伯符同年，小一月耳，我視之如子也，汝其兄事之。」
- 程普：「與周公瑾交，若飲醇醪，不覺自醉。」（《三國志·吳書·周瑜魯肅吕蒙傳第九》）
- 蔣幹：「雅量高致，非言辭所閒。」
- 曹操：「赤壁之役，值有疾病，孤烧船自退，横使周瑜虚获此名。」
- 劉備：「公瑾文武籌略，萬人之英，顧其器量廣大，恐不久為人臣耳。」
- 王朗：「周公瑾，江淮之傑，攘臂而為其將。」
- 呂蒙：「昔周瑜、程普为左右部督，共攻江陵，虽事决于瑜，普自恃久将，且俱是督，遂共不睦，几败国事。」
- 韦昭：「善谈论，能属文辞，思度弘远，有过人之明。周瑜之后，肃为之冠。」
- 孫權：「公瑾有王佐之資，今忽短命，孤何賴哉！」、「孤非周公瑾，不帝矣。」、「昔走曹操，拓有荊州，皆是公瑾，常不忘之。初聞峻亡，仍欲用護，聞護性行危險，用之適為作禍，故便止之。孤念公瑾，豈有已乎？」、「腹心舊勳，與孤協事，公瑾有之，誠所不忘。昔胤年少，初無功勞，橫受精兵，爵以侯將，蓋念公瑾以及於胤也。而胤恃此，酗淫自恣，前後告喻，曾無悛改。孤於公瑾，義猶二君，樂胤成就，豈有已哉？迫胤罪惡，未宜便還，且欲苦之，使自知耳。今二君勤勤援引漢高河山之誓，孤用恧然。雖德非其疇，猶欲庶幾，事亦如爾，故未順旨。以公瑾之子，而二君在中間，苟使能改，亦何患乎！」、「此天以君授孤也。」
- 孫權與陸遜論周瑜、魯肅、呂蒙：「公瑾雄烈，膽略兼人，遂破孟德，開拓荊州，邈焉難繼，君今繼之。」
- 諸葛瑾、步騭上疏孫權：「故將軍周瑜子胤，昔蒙粉飾，受封為將，不能養之以福，思立功效，至縱情慾，招速罪辟。臣竊以瑜昔見寵任，入作心膂，出為爪牙，銜命出征，身當矢石，盡節用命，視死如歸，故能摧曹操於烏林，走曹仁於郢都，揚國威德，華夏是震，蠢爾蠻荊，莫不賓服，雖周之方叔，漢之信、布，誠無以尚也。夫折衝扞難之臣，自古帝王莫不貴重，故漢高帝封爵之誓曰『使黃河如帶，太山如礪，國以永存，爰及苗裔』；申以丹書，重以盟詛，藏於宗廟，傳於無窮，欲使功臣之後，世世相踵，非徒子孫，乃關苗裔，報德明功，勤勤懇懇，如此之至，欲以勸戒後人，用命之臣，死而無悔也。況於瑜身沒未久，而其子胤降為匹夫，益可悼傷。竊惟陛下欽明稽古，隆於興繼，為胤歸訴，乞餘罪，還兵復爵，使失旦之雞，復得一鳴，抱罪之臣，展其後效。」
- 虞溥《江表传》：「年少有美才。」
- 陆机：「饬法修师，则威德翕赫。宾礼名贤，而张公为之雄；交御豪俊，而周瑜为之杰。彼二君子皆弘敏而多奇，雅达而聪哲，故同方者以类附，等契者以气集，江东盖多士矣。」 「周瑜、陆公、鲁肃、吕蒙之畴入为腹心，出作股肱。」
- 習鑿齒《周魯通諸葛論》：客問曰：「周瑜、魯肅，何人也？」主人曰：「小人也。」客曰：「周瑜奇孫策於總角，定大計於一面，摧魏武百勝之鋒，開孫氏偏王之業，威震天下，名馳四海。魯肅一見，孫權建東帝之略，子謂之小人，何也？」主人曰：「此乃真所以爲小人也。夫君子之道，故將竭其真忠直，佐扶帝室，尊主寧時，遠崇名教。若乃力不能合，事與志違，躬耕南畝，遁迹當年，何由盡臣禮于孫氏，于漢室已亡之日耶！……（《太平御覽•卷四百四十七•人事部八十八》）
- 袁宏《三國名臣頌》：「公瑾卓爾，逸志不羣，總角料主，則素契於伯符；晚節曜奇，則三分於赤壁。惜其齡促，志未可量。」又詩贊：「公瑾英達，朗心獨見。披草求君，定交一面。桓桓魏武，外託霸跡。志掩衡霍，恃戰忘敵。卓卓若人，曜奇赤壁。三光參分，宇宙暫隔。」
- 严从：「周瑜、鲁肃，咸起诸生，鹗视乌林，鹰扬赤壁。然肃为布衣，当襄汉之际，标卖田宅，分财结士，以求人杰：此其志不小也。公瑾推第於孙策，子敬辍粟於周郎：咸有异於人者也。」
- 李白：「二龙争战决雌雄，赤壁楼船扫地空。烈火初张照云海，周瑜曾此破曹公。」
- 胡曾：「烈火西楚魏帝旗，周郎开国虎争时。交兵不假挥长剑，已破英雄百万师。」
- 孙元晏：「会猎书来举国惊，只应周鲁不教迎。曹公一战奔波后，赤壁功传万古名。」
- 李端：「鸣筝金粟柱，素手玉房前。欲得周郎顾，时时误拂弦。」
- 李九龄：「有国由来在得贤，莫言兴废是循环。武侯星落周瑜死，平蜀降吴似等闲。」
- 梁肃：「昔汉纲既解，当涂方炽，利兵南浮，江汉失险。公瑾尝用寡制众，挫强为弱，燎火一举，楼船灰飞。遂乃张吴之臂，壮蜀之趾。」
- 杜牧：「周有齐太公，秦有王翦，两汉有韩信、赵充国、耿恭、虞诩、段颎，魏有司马懿，吴有周瑜，蜀有诸葛武侯，晋有羊祜、杜公元凯，梁有韦睿，元魏有崔浩，周有韦孝宽，隋有杨素，国朝有李靖、李勣、裴行俭、郭元振。如此人者，当此一时，其所出计画，皆考古校今，奇秘长远，策先定於内，功后成於外。」
- 北宋大文豪蘇軾的《念奴嬌‧赤壁懷古》節錄：「大江东去，浪淘尽。千古风流人物。故垒西边，人道是，三国周郎赤壁。乱石穿空，惊涛拍岸，卷起千堆雪。江山如画，一时多少豪杰！遙想公瑾當年，小喬初嫁了，雄姿英發，羽扇綸巾，談笑間，檣櫓灰飛煙滅。故国神游，多情应笑我，早生华发。人生如梦，一樽还酹江月。」
- 苏辙：「至于长洲之滨，故城之墟，曹孟德、孙仲谋之所睥睨，周瑜、陆逊之所骋骛，其流风遗迹，亦足以称快世俗。」
- 欧阳澈：「使富国强兵，内无动揺，民安如故，有如大夫种之能；转输供馈，外无劳民扰攘之役，有如范蠡之知；临机果断，折冲千里，有如周瑜之勇；度长虑逺，收功于必成，有如赵充国之守。严细柳之军，有如周亚夫者；奔项羽之营，有如樊哙者；孜孜奉国，知无不为，有如房玄龄者；兼资文武，出将入相，有如李靖者，则虽愚夫愚妇亦知其可以必胜矣。」
- 宋代歐陽修、宋祁等撰寫的《新唐書‧卷十五‧志第五‧禮樂五‧吉禮五》中提到，唐代時禮儀使顏真卿曾經向皇室建議，追封古代名將六十四人，並為他們設廟享奠，當中就包括「吳偏將軍南郡太守周瑜」。同時代被列入廟享名單的只有關羽、張飛、張遼、呂蒙、陸遜、鄧艾、陸抗而已。
- 同樣，元代脫脫等撰寫的《宋史‧卷一零五‧志第五十八‧禮八‧吉禮八》提及宋代宣和五年時，皇室依照唐代慣例，為古代名將設廟，七十二位名將中亦包括周瑜。
- 宋詞人戴復古的《滿江紅‧赤壁懷古》節錄：「想當時、周郎年少，氣吞區宇。萬騎臨江貔虎噪，千艘列炬魚龍怒。卷長波、一鼓困曹瞞，今如許。」
- 林光朝：「当时称之为长才无或异辞者，吴有周瑜、鲁肃、吕蒙、陆逊，蜀有诸葛孔明，是皆一方隽才也。」
- 陈渊：「当时人物如周瑜辈，盖百世之士，若其它智勇纷出，莫可悉数。」
- 陈亮：「呜呼！使周公瑾而在，其智必及乎此矣。吾观其决谋以破曹操，拓荆州，因欲进取巴蜀，结援马超以断操之右臂，而还据襄阳以蹙之，此非识大略者不能为也。使斯人不死，当为操之大患，不幸其志未遂而天夺之矣。孙权之称号也，顾群臣曰：‘周公瑾不在，孤不帝矣。’彼亦知吕蒙之徒止足以保据一方，而天下之奇才必也公瑾乎。」；「昔吴起与田文论功，至主少国疑，大臣未亲，百姓未附之际，吴起屈焉。桓王属大皇于张昭，更以周瑜遗之，后瑜驰驱于颠危之际，昭遂废不用。何哉？江东虽定而国轻矣。余论次其行事，使善观国者有考焉。」
- 洪迈：“说者谓天无大风，黄盖不进计，周瑜未必胜。此不善观人者也。方孙权问计于周瑜，瑜已言操冒行四患‘将军擒之，宜在今日’”；“刘备见瑜，恨其兵少，瑜曰：‘此自足用，豫州但观瑜破之。正使无火攻之说，其必有以制服矣。”；“孙吴奄有江左，亢衡中州，固本于策、权之雄略，然一时英杰，如周瑜、鲁肃、吕蒙、陆逊四人者，真所谓社稷心膂，与国为存亡之臣也。”
- 范成大：「年少曾将社稷扶，三分独数一周瑜。世间豪杰英雄士，江左风流美丈夫。功迹巍巍齐北斗，声名烈烈震东吴。青春年纪归黄壤，提起教人转叹吁。」
- 谢采伯：「孙策、周瑜拔皖城，纳二乔，皆国色，是以师婚也。英锐豪俊之气，固足办事。毕竟有所溺，则智昏，智昏则防虑疏。策为许贡客箭伤颊，创甚，年二十六卒。瑜为流矢中右协，年三十六卒。」 「孫權運籌於內，劉備、諸葛亮、周瑜、關侯等，合謀並智，方拒得曹操，敗之於赤壁，亦未為竒政縁。」
- 萧常：「周瑜从攻横江当利及东渡击枺陵，则知在江北。或曰：此功为大，每以语简而忽之，遂令乌林之役独传。」「瑜、肃建拒操之议，孙权违众用之，卒成大功。然瑜昧于远图，不能乘胜佐昭烈以定中原，乃欲越荆取蜀，而（吕）蒙又复袭关羽以取荆州，使曹氏为不讨之贼，可与言知哉？」
- 钱时：「江左之势定于赤壁之一战。操破荆州乗胜东下号八十万，向微公瑾决此大计，六郡之众宁足恃乎？论者遂谓此为公瑾功第一。」
- 刘祁：「已而诸豪割据，士大夫各欲择主立功名，如荀攸、贾诩、程昱、郭嘉、诸葛亮、庞统、鲁肃、周瑜之徒，争以智能自效。」
- 王义山：「某仰惟某官学通六艺，忠贯三精，其谋略则荀攸、贾诩之密，其经济则周瑜、鲁肃之英，其吟啸则谢安、庾亮之雅，其牧御则羊祜、陆逊之仁。」
- 胡三省：「此数语所谓相时而动也。然瑜之言不悖大义，鲁肃、吕蒙辈不及也。」
- 孙承恩：「矫矫公瑾，实吴良臣，雄姿英发，筹策迈伦，老瞒长驱，志无江表，一战蹙之，功莫与绍。」
- 晏璧：「当曹操伐吴，威震寰宇，群臣争议迎降，瑜独定大计，度操部水军百万，远渉江湖，不习水土，必生疾病，愿得精兵三万破之，以片言决兴王之策，以偏方抗天下之师，卒走强敌，开拓荆土，非明断能然乎？至其议纵刘备不资其出地，又欲西取巴蜀而并张鲁，北据襄阳以蹙曹操，雄啚出人意表，使究其志，未易量也。虽天啬其寿，中路陨殁，其一举而鼎分三国功名之奇，垂于无穷。」
- 张凤翼：「周公瑾江左伟人，其才略功烈足光纪载，而传必及其顾曲，固知审声知音非尠事也。」
- 黄中坚：「周公瑾英姿伟略，诸葛孔明而下一人而已。然其欲徙昭烈于吴，盛宫室美女玩好以娱乐之，分关张各置一处，使如瑜者挟与俱战，则其计亦左矣。昭烈以枭雄之姿，少有大志，其心固欲建霸王之业耳，故髀里肉生至于堕泪。今方破曹操，势可有为，岂甘为吴所豢养？关张与昭烈生死分定，不得昭烈而奉之，岂肯为吴宣力？果若所言，势必将有内变而使魏人得以乘其隙，吴蜀事业俱未可知也。语云：‘知彼知己，百战百胜’。公瑾知昭烈君臣不为人下而顾建此策，殆所谓多思则乱者耶？仲谋于公瑾言无不从而此独不听其见，不岀公瑾上哉！」
- 陈子龙：「自汉以后，文武渐分，然犹有虞诩、诸葛亮、周瑜、陆逊、司马懿、羊祜、杜预、温峤、谢玄、韦睿、崔浩、李靖、裴行俭、郭元振、裴度、李德裕、韩琦、李纲、虞允文之徒奋策儒素建功阃外，为时宗臣。彼岂必有抟虎之力，射雕之技哉？不过深明古今之事，能决机宜之便耳。」
- 屈大均：「汉唐以来善兵者率多书生，若张良、赵充国、邓禹、马援、诸葛孔明、周瑜、鲁肃、杜预、李靖、虞允文之流，莫不沉酣六经，翩翩文雅，其出奇制胜如风雨之飘忽，如鬼神之变怪。」
- 明代才子高啟的《過二喬宅》節錄：「孫郎武略周郎智，相逢便結君臣義。奇姿聯璧煩江東，都與喬家做佳婿。」
- 罗贯中：「姿质风流，仪容秀丽。」
- 清代鄭板橋的《念奴嬌·周瑜宅》：「周郎年少，正雄姿歷落，江東人傑。 八十萬軍飛一炬，風捲灘前黃葉。 樓艫雲崩，旌旗電掃，熛射江流血。 咸陽三月，火光無此橫絕。 想他豪竹哀絲，回頭顧曲，虎帳談兵歇。 公瑾伯符天挺秀，中道君臣惜別。 吳蜀交疏，炎劉鼎沸，老魅成奸黠。 至今遺恨，秦淮夜夜幽咽。」
- 王懋竑：「周瑜雄略似孙伯符，有并吞中原之志，而不专于自守。」
- 李安溪：「规图荆、益，及制曹、刘之策，着着机先，真英物也。」「周瑜在则可，如无瑜者，权必不能独挡曹，无玄德则无吴耳，子敬之谋未为非也。」
- 张佩纶：「若公瑾则赤壁之后旋没巴邱，世之称公瑾者第曰胆略兼人而已，不知公瑾之才实一世奇才，而驾乎三国群贤之表。「吴虽多才，鲁肃失之疏，吕蒙失之谲，陆逊失之柔，孙权以公瑾为王佐，公瑾诚王佐。惜乎！权之非真主才耳。嗟乎！伯符与公瑾实创江东，其意亦欲取荆州袭许都。使天老其才，以与公瑾戮力中原，天下事未可知也。」
- 卢弼：「公瑾生长江、淮，谙识险要，出入彭、蠡，久涉波涛，熟筹彼我，用能以寡击众，遁走阿瞒，一战而霸，克建大勋，玄德谓为本文武筹略，万人之英者，岂虚语哉。或曰：公瑾不死，操之忧也，先主亦安能定蜀乎？」
- 蔡东藩：「周瑜年第逾壮，方可有为，乃以意气之未除，遽致短命，不无可惜。」
- 吕思勉：「周瑜、鲁肃，亦皆可谓为好乱之士也。徒以二三剽轻之徒，同怀行险徼幸之计，遂肇六十年分裂之祸，岂不哀哉。」
- 毛澤東：“赤壁之戰，群英會，諸葛亮那時二十七歲，孫權也是二十七歲，孫策起事時只有十七歲，周瑜死時不過三十六歲，那時也不過三十歲左右，魯肅四十歲，曹操五十三歲。事實上，青年人打敗了老年人，長江後浪推前浪，世上新人趕舊人。”“三國時代，曹操帶領大軍下江南，攻打東吳。那時，周瑜是個'青年團員'，當東吳的統帥，程普等老將不服，後來說服了，還是由他當，結果打了勝仗。”“赤壁之戰，程普四十多歲，周瑜二十多歲，程普雖是老將，不如周瑜能幹，大敵當前，誰人掛帥？還是後起之秀周瑜掛了大都督的帥印。”[22]

## 民間信仰
周瑜逝世之後，民間尊奉為神祇，尊為「周府千歲」、「周府王爺」、「水仙尊王」。

## 作品形象

### 三國演義

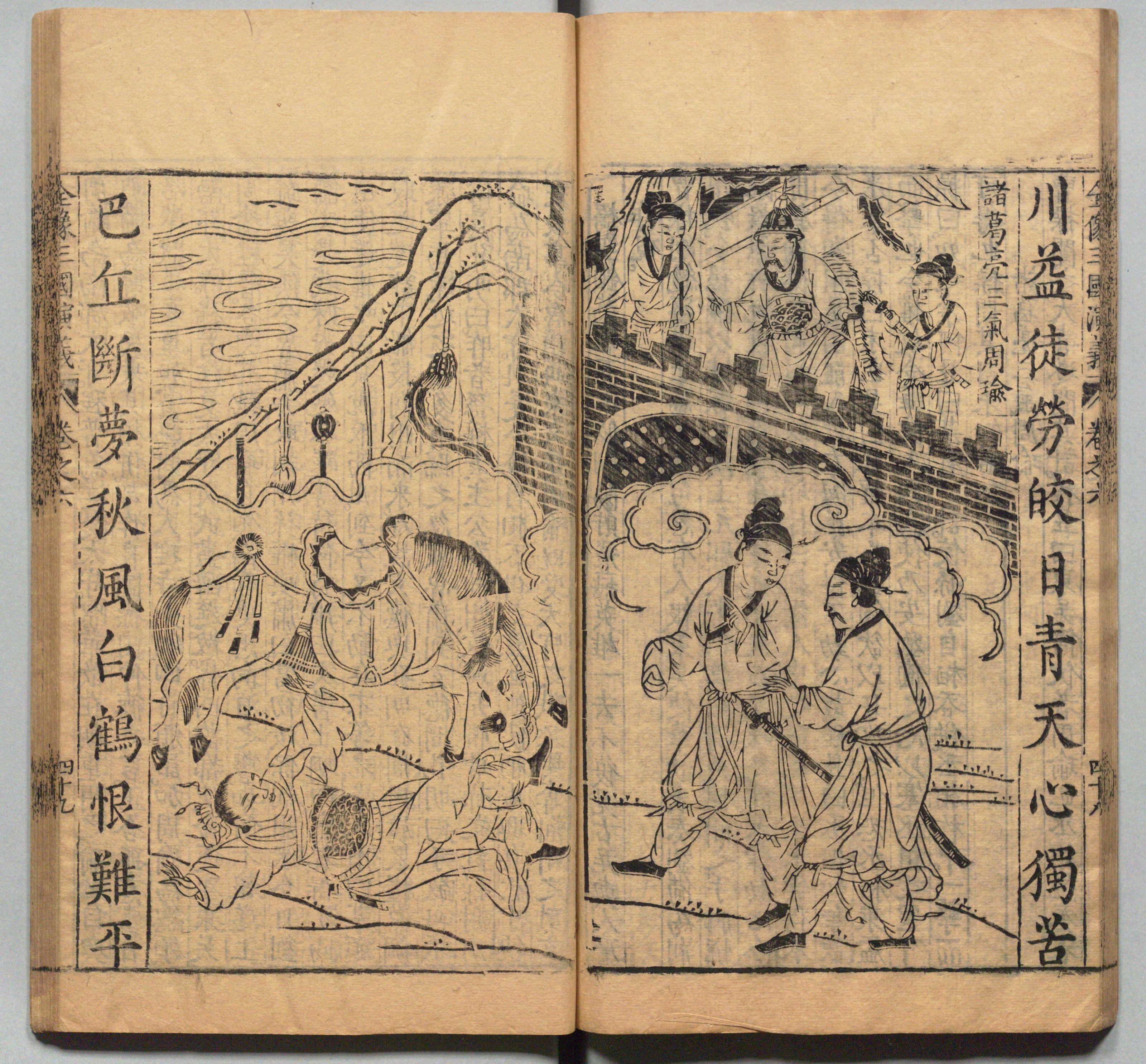
周曰校插图版《三国志通俗演义》中的诸葛亮三气周瑜

《三國演義》總承過往野史、戲曲、地方世代說法、說部話本等故事，將周瑜描繪成足智多謀，但卻氣量狹小之人。例如，在這些作品中，周瑜屢次在赤壁之戰試圖谋害諸葛亮，例如要求諸葛亮造箭等。大戰之後又多次想剷除劉備的勢力，反而被諸葛亮「三氣周瑜」，氣得吐血而亡，臨死前感歎:「老天既生我周瑜，為何又要再生孔明呢？」俗稱「既生瑜、何生亮」。今人常用「瑜亮情結」或「一時瑜亮」來形容兩位傑出人物互相較量的情形。諸葛亮在為周瑜哭喪時說的「從此天下，知音何方？」一句，也被後人視為英雄人物惺惺相惜的經典。
《三國演義》對周瑜的民間形象影響十分巨大。作者為增加情節衝突而冠上的“氣量狹小”性格，與史實中周瑜謙遜寬容，氣度恢弘的人格完全相反。又將其奪南郡之功改為“三氣周瑜”故事，對其作為東吳軍事統帥，謀定對外戰略，任用龐統治理南郡，西進取蜀進而二分天下等重大決策，進行些許改編，然而，三國演義認同并強化了周瑜年輕，俊美的歷史形象，杜撰了於群英會舞劍作歌，在“孫氏奪取江東”過程中，增添了頗具文學性的小戰役和周瑜設謀細節（如“計擒太史慈”“奇兵破王朗”等），故不可一概以貶毀概括。在由《三國演義》衍生的京劇劇目《群英會》中，周瑜亦成為經典小生，清末“同光十三絕”中技艺非凡、声名赫赫的京剧表演艺术家徐小香，即因其扮相富丽，所饰周瑜为其拿手，有“活公瑾”之美譽。

### 詩詞
與周瑜相關的詩詞數量甚多，大多與赤壁之戰或二橋有關，或是追思其年少得志、功名顯赫。當中不少都是出於名家手筆，如最著名的是北宋大文豪蘇軾的《念奴嬌·赤壁懷古》中：

遙想公瑾當年，小喬初嫁了，雄姿英發，羽扇綸巾，談笑間、檣櫓灰飛煙滅。

還有唐代大詩人李白的《赤壁歌送別》中：

二龍爭戰決雌雄，赤壁樓船掃地空。烈火張天照雲海，周瑜於此破曹公。

唐代另一大詩人杜牧的《赤壁》中：

折戟沉沙鐵未銷，自將磨洗認前朝。東風不與周郎便，銅雀春深鎖二喬。

宋代詞人戴復古的《滿江紅‧赤壁懷古》：

想當時、周郎年少，氣吞區宇。萬騎臨江貔虎噪，千艘列炬魚龍怒。卷長波、一鼓困曹瞞，今如許。

元代詩人朱楨的《赤壁石刻》：

大書石上莓苔封，千年不泯周郎功，我今送客放舟去，江山如日還英雄。

明代詩人王奉的《過赤壁偶成佳句》：

赤壁橫岸瞰大江，周瑜於此破曹公。天公已定三分勢，可嘆奸雄不自量。

此外，也多有詩詞提及周瑜「曲有誤，周郎顧」的雅事。例如唐詩三百首中的《聽箏》：

鳴箏金粟柱， 素手玉房前。 欲得周郎顧， 時時誤拂絃。

明初十才子之一的高啟的《過二喬宅》中：

孫郎武略周郎智，相逢便結君臣義。奇姿聯璧煩江東，都與喬家做佳婿。

清代揚州八怪之一的鄭燮的《念奴嬌·周瑜宅》：

周郎年少，正雄姿歷落，江東人傑。八十萬軍飛一炬，風捲灘前黃葉。 樓艫雲崩，旌旗電掃，熛射江流血。 咸陽三月，火光無此橫絕。想他豪竹哀絲，回頭顧曲，虎帳談兵歇。 公瑾伯符天挺秀，中道君臣惜別。 吳蜀交疏，炎劉鼎沸，老魅成奸黠。 至今遺恨，秦淮夜夜幽咽。 

### 戲劇
中國傳統戲曲中周瑜的角色，多為小生扮演，而不戴髯口（鬍鬚），以表現其儒雅、秀氣、英俊。其故事多來自《三國演義》，如《群英會》、《借東風》、《三氣周瑜》等。

### 電影
- 《美人計》（1927年）：由王英之飾演。
- 《神通术与小霸王》（1983年，香港邵氏电影）：由艾飞飾演
- 《三国志：关公》（1989年）：由陈道明飾演
- 《诸葛孔明》（1996年）：由刘家辉飾演
- 《一代枭雄曹操》（1999年）：由刘家辉飾演
- 《赤壁》、《赤壁2：決戰天下》（吳宇森執導電影）：由梁朝偉飾演
- 《越光寶盒》（2010年，劉鎮偉執導電影）：由黃渤飾演
- 《新解釋·三國志》（2020年，福田雄一執導電影）：由賀來賢人飾演

### 電視劇
- 《三國春秋》（1976年，麗的電視本港台電視劇集）：由张清飾演
- 《諸葛亮》（1985年，亚洲电视ATV）：由江庚辰飾演。
- 《諸葛亮》（1985年，香港亞洲電視電視劇）：由罗乐林飾演。
- 《孔明三氣周瑜》（1990年，華視葉青歌仔戲）：由楊懷民飾演
- 《三國演義》（1994年，中國中央電視台電視劇集）：由洪宇宙飾演
- 《關公》（1996年，中華電視公司電視劇）：由秦風飾演
- 《三国》（2010年，高希希导演）：由黄维德饰演
- 《回到三國》（2012年，無線電視電視劇）：由陳展鵬飾演
- 《半为苍生半美人》（2015年，安徽广电传媒产业集团電視劇）：由李宗翰飾演
- 《武神趙子龍》（2016年，中國湖南衛視電視劇）：由黎源飾演

### 偶像劇
- 《終極三國》（2009年，民視/八大電視偶像劇）: 由黃少谷飾演
- 《終極三國》（2017年，優酷網絡劇）：由SpeXial-明杰飾演

### 動漫遊戲
- 真三國無雙系列 / 無雙OROCHI系列（光榮公司開發，吉水孝宏配音）和趙雲、呂布、貂蟬、夏侯惇、司馬懿為遊戲中的主角。
- 三國志
- 三國演義
- 《橫山光輝三國志》（橫山光輝）
- 《蒼天航路》（王欣太）:於討伐董卓時期登場，當時為孫堅軍成員並隨軍出征。
- 《火鳳燎原》（陳某）:設定是謀士學府「水鏡府」的門生，是司馬徽的弟子，更是名聞天下的軍師集團「水鏡八奇」中的「五奇」，樣貌與司馬懿相似，曾假意投靠及輔助劉勳，實際用計使袁術和劉表互相牽制及智取東安城，由下江東至赤壁時為孫軍都督，赤壁之戰後為新一代殘兵所傷並中毒，曾多次以自己「中毒身亡」使自軍習慣及曹軍鬆懈，並實行自己的天下三分之計以劉備入贅江東來號令關張，再與馬超結盟取川以取代劉備，實際上自己本身患有難治之症[23]，所以自己為餌製造多一次不下於赤壁之大火，使自己及大半曹兵亦葬身大火中，使曹操元氣大傷數年間無暇南下及孫軍擺脫對自己的倚賴。
- 《王者榮耀》
- 《三國殺》：除了有周瑜之外，還杜撰了周瑜之妹，名周夷。周夷曾平討賊亂，因此被孫權特許以女兒身做官。吳蜀結盟時，周夷遇到趙雲，他們一見鐘情，定下婚約，但趙雲失約，後表示既以身許漢難再許卿，周夷嘔血失亡。周夷所葬的地方不立墓碑僅種樹，改名為夷陵。夷陵之戰時陸遜于此地多樹便火燒連營。
- 2023年的《Fate/Samurai Remnant》以Archer职介登场，为鄭成功的从者。

## 譯注與參考文獻
1. ↑  《三國志》：「瑜長壯有姿貌」，可見周瑜是相貌堂堂的美男子，但是「美周郎」一詞從未出現在正史《三國志》或小說《三國演義》中，二書只有曾稱其「周郎」，「美周郎」應是後人自創。有日本人认为來自日本文學著作，如《吉川英治三國志》，见《三國志人物事典》，小出文彥著、蘇竑嶂譯，目次、第2章吳，第133頁，譯注:「美周郎」
2. ↑  《三國志周瑜傳》：「瑜長壯有姿貌」
3. ↑  《吳地記》：「美姿貌」
4. ↑  《續後漢書》：「美豐儀」
5. ↑  《建康實錄》：「少有姿貌」
6. ↑  譚景泉. . 遠流出版.   [2017-08-08]. （原始内容存档于2019-05-17）. 在三國的英雄中，周瑜是最著名的一位，但羅貫中為了襯托諸葛亮才德卓越，足智多謀，就把周瑜寫成一個心胸狹窄，嫉妒心極強的人。
7. ↑  後漢書曰：景字仲嚮，少以廉能見稱，以明學察孝廉，辟公府。後為豫州刺史，辟汝南陳蕃為別駕，潁川李膺、荀緄、杜密、沛國朱㝢為從事，皆天下英俊之士也。稍遷至尚書令，遂登太尉。張璠漢紀曰：景父榮，章、和世為尚書令。初景歷位牧守，好善愛士，每歲舉孝廉，延請入，上後堂，與家人宴會，如此者數四。及贈送旣備，又選用其子弟，常稱曰：「移臣作子，於之何有？」先是，司徒韓縯為河內太守，在公無私，所舉一辭而已，後亦不及其門戶，曰：「我舉若可矣，不令恩偏稱一家也。」當時論者，或兩譏焉。
8. ↑  《太平御覽·人事部·喜》注引張勃《吳錄》：長沙桓王（孫策）在曆陽，遣書呼周瑜。瑜將兵五百人，船糧器杖，星夜馳赴。王大喜，執瑜手曰：「卿至，諧矣。」
9. ↑  《江表傳曰》：策又給瑜鼓吹，為治館舍，贈賜莫與為比。策令曰：「周公瑾英雋異才，與孤有總角之好，骨肉之分。如前在丹楊，發衆及船糧以濟大事，論德酬功，此未足以報者也。」
10. ↑  三國演義‧喬玄
11. ↑  《三國志·吳書·周瑜傳第三》以瑜恩信著於廬江，出備牛渚，後領春穀長。頃之，策欲取荊州，以瑜為中護軍，領江夏太守，從攻皖，拔之。時得橋公兩女，皆國色也。策自納大橋，瑜納小橋。復進尋陽，破劉勳，討江夏，還定豫章、廬陵，留鎮巴丘。
12. ↑  《三國志·吳書·周瑜傳》注引《江表傳》：曹公新破袁紹，兵威日盛，建安七年，下書責權質任子。權召羣臣會議，張昭、秦松等猶豫不能決，權意不欲遣質，乃獨將瑜詣母前定議，瑜曰：「昔楚國初封於荊山之側，不滿百里之地，繼嗣賢能，廣土開境，立基於郢，遂據荊揚，至於南海，傳業延祚，九百餘年。今將軍承父兄餘資，六郡之衆，兵精糧多，將士用命，鑄山為銅，煑海為鹽，境內富饒，人不思亂，汎舟舉帆，朝發夕到，士風勁勇，所向無敵，有何偪迫，而欲送質？質一入，不得不與曹氏相首尾，與相首尾，則命召不得不往，便見制於人也。極不過一侯印，僕從十餘人，車數乘，馬數匹，豈與南靣稱孤同哉？不如勿遣，徐觀其變。若曹氏能率義以正天下，將軍事之未晚。若圖為暴，亂兵猶火也，不戢將自焚。將軍韜勇抗威，以待天命，何送質之有！」權母曰：「公瑾議是也。公瑾與伯符同年，小一月耳，我視之如子也，汝其兄事之。」遂不送質。
13. ↑  《三國志·吳書·周瑜傳第五》曹公入荊州，劉琮舉衆降，曹公得其水軍，船步兵數十萬，將士聞之皆恐。權延見羣下，問以計策。議者咸曰：「曹公豺虎也，然託名漢相，挾天子以征四方，動以朝廷為辭，今日拒之，事更不順。且將軍大勢，可以拒操者，長江也。今操得荊州，掩有其地，劉表治水軍，蒙衝鬬艦，乃以千數，操悉浮以沿江，兼有步兵，水陸俱下，此為長江之險，已與我共之矣。而勢力衆寡，又不可論。愚謂大計不如迎之。」瑜曰：「不然。操雖託名漢相，其實漢賊也。將軍以神武雄才，兼仗父兄之烈，割據江東，地方數千里，兵精足用，英雄樂業，尚當橫行天下，為漢家除殘去穢。況操自送死，而可迎之邪？請為將軍籌之：今使北土已安，操無內憂，能曠日持乆來爭疆場，又能與我校勝負於船楫可乎？今北土旣未平安，加馬超、韓遂尚在關西，為操後患。且舍鞌馬，杖舟楫，與吳越爭衡，本非中國所長。又今盛寒，馬無槀草，驅中國士衆遠涉江湖之閒，不習水土，必生疾病。此數四者，用兵之患也，而操皆冒行之。將軍禽操，宜在今日。瑜請得精兵三萬人，進住夏口，保為將軍破之。」權曰：「老賊欲廢漢自立乆矣，徒忌二袁、呂布、劉表與孤耳。今數雄已滅，惟孤尚存，孤與老賊，勢不兩立。君言當擊，甚與孤合，此天以君授孤也。」
14. ↑  《江表傳》曰：普頗以年長數陵侮瑜。瑜折節容下，終不與校。普後自敬服而親重之，乃告人曰：「與周公瑾交，若飲醇醪，不覺自醉。」時人以其謙讓服人如此。
15. ↑  《三國志·吳書·周瑜傳》注引《江表傳》：初曹公闻瑜年少有美才，谓可游说动也，乃密下扬州，遣九江蒋幹往见瑜。幹有仪容，以才辩见称，独步江、淮之间，莫与为对。乃布衣葛巾，自讬私行诣瑜。瑜出迎之，立谓幹曰：“子翼良苦，远涉江湖为曹氏作说客邪？”幹曰：“吾与足下州里，中间别隔，遥闻芳烈，故来叙阔，并观雅规，而云说客，无乃逆诈乎？”瑜曰：“吾虽不及夔、旷，闻弦赏音，足知雅曲也。”因延幹入，为设酒食。毕，遣之曰：“適吾有密事，且出就馆，事了，别自相请。”后三日，瑜请幹与周观营中，行视仓库军资器仗讫，还宴饮，示之侍者服饰珍玩之物，因谓幹曰：“丈夫处世，遇知己之主，外讬君臣之义，内结骨肉之恩，言行计从，祸福共之，假使苏张更生，郦叟复出，犹抚其背而折其辞，岂足下幼生所能移乎？”幹但笑，终无所言。幹还，称瑜雅量高致，非言辞所间。
16. ↑  《三國志·吳書·周瑜傳第八》權拜瑜偏將軍，領南郡太守。以下雋、漢昌、瀏陽、州陵為奉邑，控制了長江中游地帶，屯據江陵。劉備以左將軍領荊州牧，治公安。備詣京見權，瑜上疏曰：「劉備以梟雄之姿，而有關羽、張飛熊虎之將，必非久屈為人用者。愚謂大計宜徙備置吳，盛為築宮室，多其美女玩好，以娛其耳目，分此二人，各置一方，使如瑜者得挾與攻戰，大事可定也。今猥割土地以資業之，聚此三人，俱在疆場，恐蛟龍得雲雨，終非池中物也。」權以曹公在北方，當廣擥英雄，又恐備難卒制，故不納。
17. ↑  《資治通鑑》卷六六載，獻帝建安十五年，“周瑜卒於巴丘。”《資治通鑑考異》曰：“按，《江表傳》，瑜與策同年，策以建安五年死，年二十六，瑜死時年三十六，故知在今年也。”
18. ↑  見於《三國志．卷五四．吳書．周瑜傳》：「瑜少精意於音樂，雖三爵之後，其有闕誤，瑜必知之，知之必顧，故時有人謠曰：『曲有誤，周郎顧。』」
19. ↑  見於清代俞樾《餘蓮村勸善雜劇序》：「誰謂周郎顧曲之場，非即生公說法之地乎！」
20. ↑  《三國志·吳書·周瑜傳》後權稱尊號，謂公卿曰：「孤非周公瑾，不帝矣。」
21. ↑  . 鳳凰網. 2007-11-02  [2011-12-05]. （原始内容存档于2008-02-08）.
22. ↑  於2019年的劇情設定

## 延伸阅读
[在维基数据编辑]
 《三國志·卷54》，出自陳壽《三國志》
 在维基共享资源阅览影像
| 吳軍四大都督                 |
| ---------------------------- |
| 周瑜 \| 鲁肃 \| 吕蒙 \| 陸遜 |